# Jabbah
Jabbah eller Ny Scorpii (ν Scorpii, förkortat Ny Sco, ν Sco), som är stjärnans Bayerbeteckning, är en multipelstjärna belägen i nordvästra delen av stjärnbilden Skorpionen. Den är åtminstone en quintipelstjärna och förmodligen en septipel, bestående av två sammanslutna grupper, som är åtskilda med 41 bågsekunder. Den har en skenbar magnitud på 4,35 och är synlig för blotta ögat. Baserat på parallaxmätningar har det beräknats att den befinner sig på ett avstånd av ca 470 ljusår (ca 150 parsek) från solen.

## Multiplicitet
Som ett förmodat septipelstjärnsystem är Jabbah ett av endast två kända sådana system, det andra är AR Cassiopeiae. System med många stjärnor är ovanliga eftersom de är mindre stabila, och faller ofta sönder till flera mindre stjärnsystem. 
Jabbah är uppdelad i två grupper, Ny Scorpii AB och Ny Scorpii CD. Ny Scorpii-CD är belägen 41 bågsekunder från Ny Scorpii A och är också känd som HR 6026.

### Ny Scorpii A
Ny Scorpii A är den ljusaste medlemmen i systemet och kan ses med blotta ögat. Ny Scorpii AB och CD kan observeras med ett mindre teleskop.
Ny Scorpii A är själv ett trippelstjärnsystem. Huvudkomponenten i Ny Scorpii A är känd som Ny Scorpii Aab, och är en ensidig spektroskopisk dubbelstjärna. Dess komponenter kan inte upplösas, men stjärnornas rörelser orsakar periodiska dopplereffekter i deras spektra. "Ensidig" betyder här att ljus från endast en av stjärnorna kan detekteras. Paret har en omloppsperiod på 5,5521 dygn, en excentricitet på 0,11 och en uppskattad separering på ca 1,057 millibågsekunder. Den ljusare komponenten, Ny Scorpii Aa, är av spektraltyp B3V som visar att det är en stjärna i huvudserien av typ B. Den svagare komponenten, Ny Scorpii Ab, antas ha en skenbar magnitud på 6,90.
Ny Scorpii Ac är den tredje komponenten i delsystemet Ny Scorpii A separerad med 63 millibågsekunder och med en skenbar magnitud på 6,62.

### Ny Scorpii B
Ny Scorpii B är en del av Ny Scorpii AB och kretsar kring Ny Scorpii A. Den har en skenbar magnitud på 5,40, men dess spektraltyp är okänd. Ny Scorpii A och B är separerade med 1,305 bågsekunder. Detta omräknas till en omloppsperiod på över 452 år och någon orbital rörelse har inte observerat.

### Ny Scorpii CD
Ny Scorpii CD är också ett trippelstjärnsystem. Den primära delen av detta delsystem, Ny Scorpii C, är en sen jättestjärna av typ B och av spektraltyp B9III. Med en skenbar magnitud på 6,90, överglänser den sin svagare följeslagare, Ny Scorpii D, som har en skenbar magnitud på endast 7,39. Dessa två stjärnor är separerade med ca 2 bågsekunder.
Ny Scorpii D är den svagaste komponenten i Ny Scorpii-systemet. Den ingår i en klass av kemiskt märkliga stjärnor som kallas Ap/Bp-stjärnor med starka emissionslinjer av kisel i dess spektrum. Den är förmodligen också en annan spektroskopisk dubbelstjärna. Ny Scorpii Da är en stjärna av typ B9III, liknande Ny Scorpii C, men mycket lite är känt om Ny Scorpii Db.